# EFUSE
eFUSE是IBM開發的技術，於2004年面世，可以動態實時地重新修改積體電路中的程式。簡單來說，積體電路中的程式在工廠生產時就已蝕刻在積體電路中，在積體電路出廠後無法再修改。但透過eFUSE的技術，積體電路生產商可以在其運作時再調整積體電路中的電路。
此技術主要的應用是在晶片上的性能調校。若有某個子系統不動作、回應時間太長，或是消耗的電過大，可以熔斷eFUSE來調整其性能。
另一個用途是防止降級設備韌體行為，任天堂的Nintendo Switch和微軟的Xbox 360在安裝新韌體之前就會熔斷一定數量的eFUSE，預計熔斷的eFUSE數量取決於現有安裝硬體的型號和韌體版本。如果有太多的eFUSE熔斷（這意味著安裝固件比現有固件更舊），引導程式將死機，防止繼續安裝。在成功升級韌體版本之後，系統將熔斷所需eFUSE，以匹配預期的數量。

## 實現
- IBM的POWER5及POWER6高端RISC處理器。
- IBM System z9（英语：IBM System z9）及IBM z10（英语：IBM z10 (microprocessor)）大型计算机處理器。
- Sony/Toshiba/IBM生產，用在PlayStation 3中的Cell 微處理器。
- IBM/Microsoft生產，用在Xbox_360遊樂器的Xenon（英语：Xenon (processor)）微處理器。
- TI OMAP基礎的行動電源及其他設備[1][2]
- Samsung KNOX-智能設備（KNOX 保固位元）[3]